# Jean-Pierre Jeunet
Jean-Pierre Jeunet (Roanne, 1953. szeptember 3. –) BAFTA- és többszörös César-díjas francia filmrendező, forgatókönyvíró. A fantasztikumot és a valóságot sajátos, bizarr képi világban megragadó, gördülékeny dramaturgiájú játékfilmjei a francia filmművészet emblematikus alakjává tették. Filmjeiben szívesen biztosít megjelenési lehetőséget ugyanazon színészeknek (pl. Audrey Tautou, Dominique Pinon), s több filmjét Darius Khondji fényképezte.

## Élete
Jeunet tizenhét évesen állt a francia posta szolgálatába, és ekkor vásárolta meg első, 8 milliméteres kameráját. Kevéssel később a Cinémation stúdióban tanult animációs technikákat. Az Annecyi Nemzetközi Animációs Filmfesztiválon megismerkedett Marc Caro képregényrajzolóval, akivel a későbbiekben több rövid- és egész estés animációs, illetve játékfilmet jegyeztek együtt. 1981-ben forgatták első játékfilmjüket, az 1980-as évek punkkultúrájába betekintő Le bunker de la dernière rafale című rövidfilmet. Később útjaik ideiglenesen szétváltak, Jeunet reklámfilmek és zenei klipek forgatásával foglalkozott, az évtized második felében pedig megjelent egy-egy animációs, illetve színészekkel forgatott rövidfilmmel. 
1990-ben egy forgatókönyvötlet kapcsán ismét közös munkába fogtak Caróval, s ennek nyomán 1991-ben elkészült első egész estés játékfilmjük, a személyük köré egy csapásra kultuszt teremtő, nagy sikerű fekete komédia, a Delicatessen. Második közös játékfilmjük, az Elveszett gyerekek városa után Jeunet hollywoodi megbízást kapott, s az Alien sorozat negyedik részét rendezte mérsékelt sikerrel (Alien 4. – Feltámad a Halál). Kétévi munka után hazájába visszatérve előkészítette és leforgatta az ezredforduló egyik legemlékezetesebb, költői erejű filmeposzát, az Amélie csodálatos életét (2001). A film nemzetközi sikere világszerte elismert művésszé tette Jeunet-t, aki ezt követően a Warner Bros Pictures megbízásából 2004-ben elkészítette a Hosszú jegyesség című romantikus filmdrámát.

## Rendezései
- 1978 – L’évasion, animációs rövidfilm, Marc Caróval
- 1980 – Le manège, bábfilm, Marc Caróval
- 1981 – Le bunker de la dernière rafale, rövidfilm, Marc Caróval
- 1984 – Pas de repos pour Billy Brakko, animációs rövidfilm
- 1989 – Foutaises, rövidfilm
- 1991 – Delicatessen, filmszatíra, Marc Caróval
- 1995 – Elveszett gyerekek városa (La cité des enfants perdus), kalandfilm, Marc Caróval
- 1997 – Alien 4. – Feltámad a Halál (Alien: Resurrection), akciófilm
- 2001 – Amélie csodálatos élete (Le fabuleux destin d’Amélie Poulain), romantikus vígjáték
- 2004 – Hosszú jegyesség (Un long dimanche de fiançailles), romantikus filmdráma
- 2009 – Micmacs – (N)Agyban megy a kavarás (Micmacs à tire-larigot), szatirikus vígjáték
- 2013 – T. S. Spivet különös utazása[9]
- 2022 — Bigbug